# Steinebach (Wied)
Der Steinebach ist ein gut drei Kilometer langer rechter und östlicher  Zufluss der Wied im rheinland-pfälzischen Westerwaldkreis.

## Geographie

### Verlauf
Der Steinebach entspringt auf einer Höhe von etwa 460 m ü. NN nordöstlich von Steinebach an der Wied in der Waldflur Buchborn. Er fließt zunächst in südlicher Richtung durch ein Mischwaldgelände. Beim Steinebacher Seifen biegt er nach links ab und fließt etwa hundert Meter in Richtung Osten und nimmt dann wieder seinen Lauf nach Süden auf. Etwa fünfhundert Meter bachabwärts wird er auf seiner linken Seite von dem vom Großen Weißenstein (509,8 m ü. NN) kommenden Wildenhahnbach gespeist. Der Steinebach fließt nun knapp einen Kilometer südwestwärts durch ein Gelände in welchen sich Waldwiesen und kleine Nadelwaldbestände abwechseln. Er erreicht nunmehr die offene Flur und fließt westwärts durch die Gewanne In den Weihern und Krummeviertel, passiert dann den Steinebacher Ortsteil Langenbaum, wo er die K 24 (Langenbaumer Straße) unterquert. Kurz bevor der Steinebach den Ostrand der gleichnamigen Ortschaft erreicht, fließt ihm auf seiner rechten Seite ein Bächlein zu. Er läuft nun nordwestwärts am Südrand des Ortes durch die Bachhauswiese, wo er einen kleinen Weiher bildet. Östlich der Schulstraße verschwindet er in den Untergrund. Gut einhundertfünfzig Meter westwärts verstärkt ihn auf seiner rechten Seite der vom Norden kommende Bellerbach. Der Steinebach taucht westlich des Mühlenweges wieder an der Oberfläche auf und mündet schließlich bei der Mühlenwiese auf einer Höhe von etwa 364 m ü. NN von rechts in die Wied.

### Zuflüsse
- Wildenhahnbach[5] (links)
- Bellerbach (rechts)

## Bilder

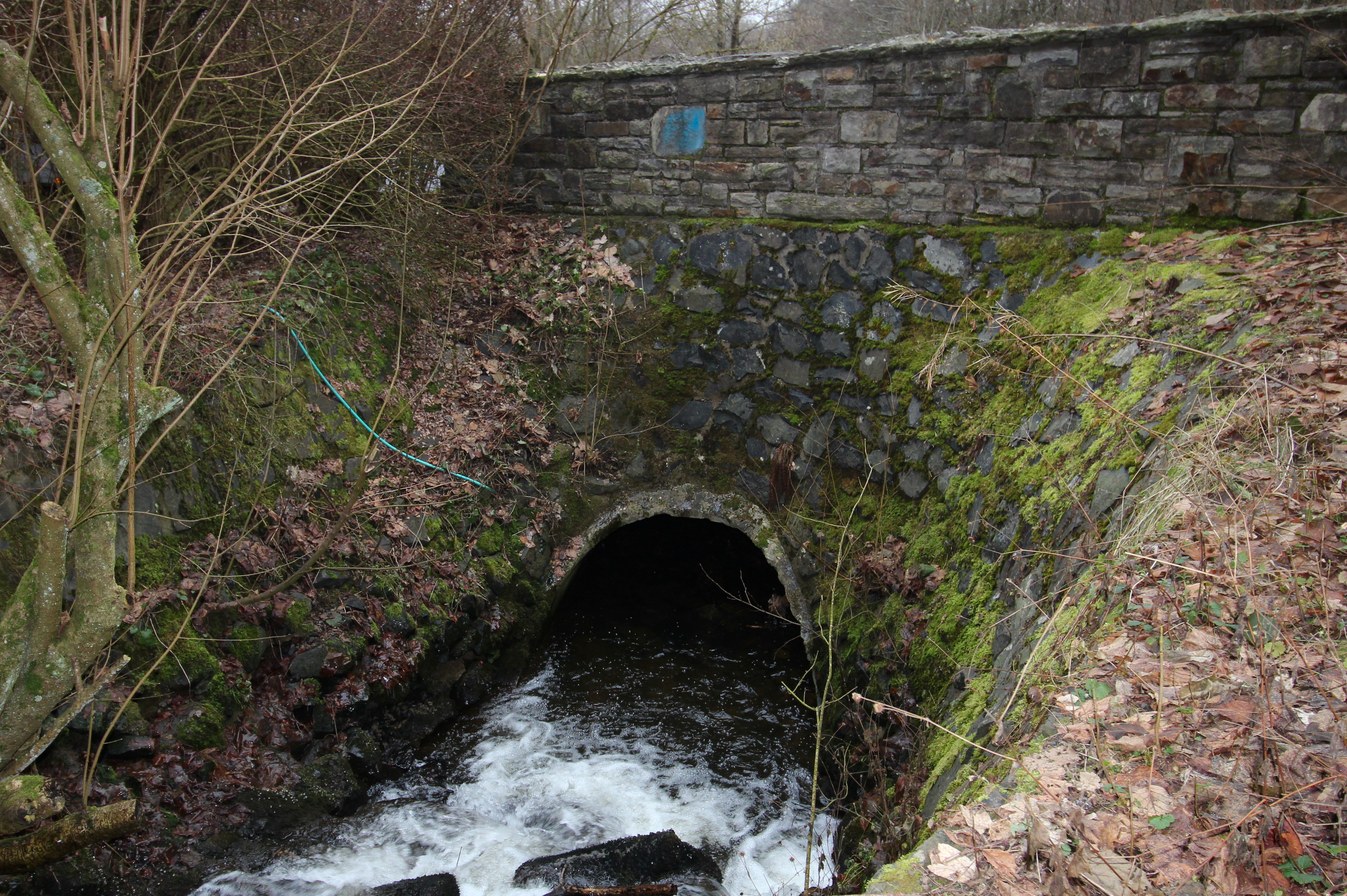
Die Steinebachbrücke in Langenbaum
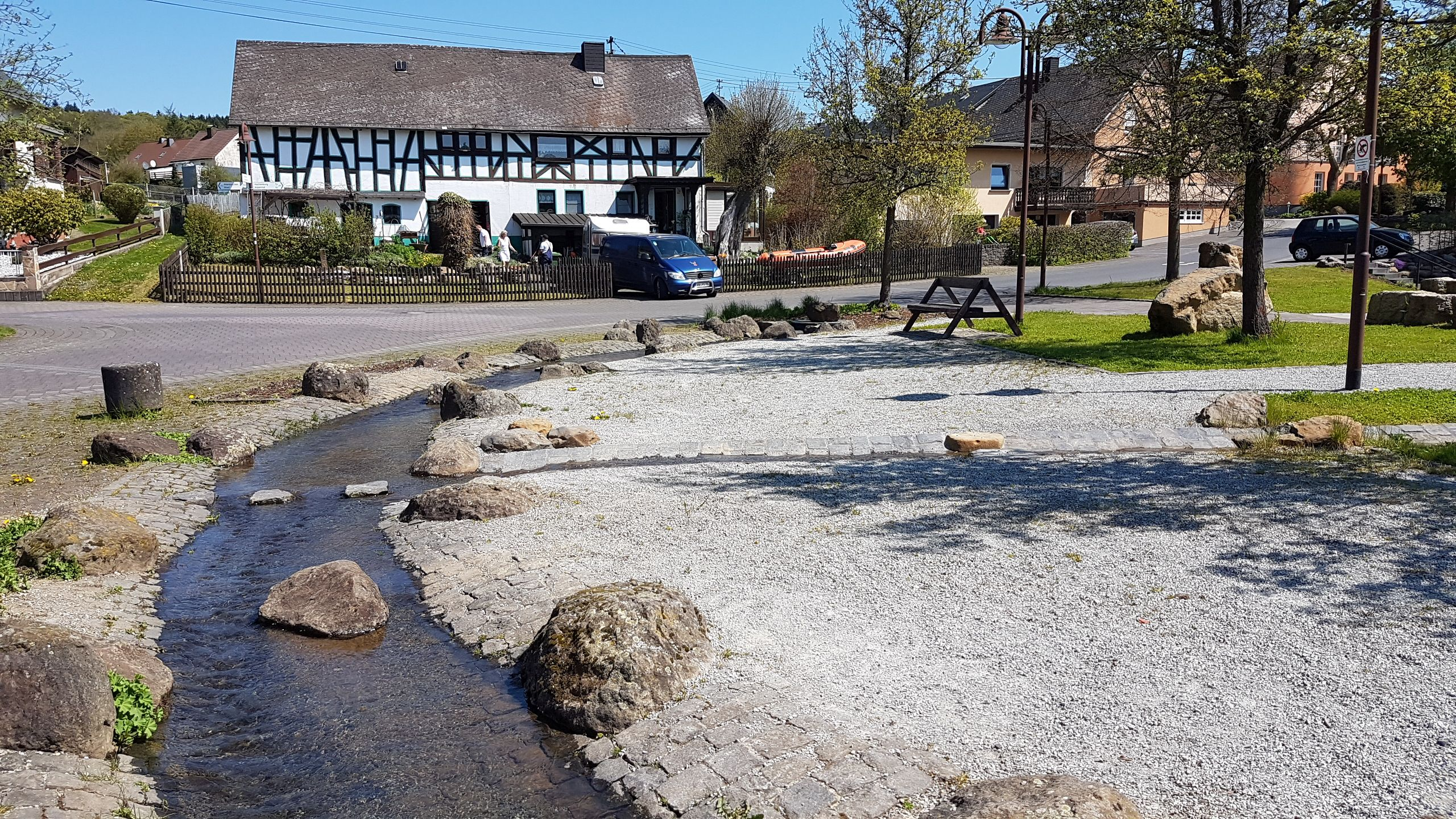
Der Steinebach im Ortskern von Steinebach an der Wied